# Borz (település)
Borz falu Romániában, Bihar megyében.

## Fekvése
A Béli-hegység alatt, a Fekete-Körös bal partján, Belényesszentmiklós és Belényesújlak között fekvő település.
A település közelében fekszik a Béli-hegységben eredő Vale Morilor nevű patak, amely egy 50 méter magas sziklafal aljából tör elő és az ugyanilyen nevű mindössze 200 ölnyi hosszú völgyön átrobogva, s közben egy sereg malmot meghajtva Borz falunál ömlik a Fekete-Körösbe.

## Története
A Fekete-Körös völgyében fekvő Borz település birtokosa évszázadok óta a nagyváradi görögkatolikus püspök volt, melyet még a 20. század elején is birtokosának írtak.
A Fekete-Körös mellett fekvő pici falucskát Borovszky Samu így jellemezte az 1900-as évek elején:"Borz, a béli hegyek alatt, a Fekete-Körös mellett fekvő oláh község, görög-keleti vallásu lakosokkal. Házainak száma 57, lakosaié 350. Postája Belényesújlak, távírója és vasúti állomása Belényes".
Borz település a trianoni békeszerződés előtt Bihar vármegye Belényesi járásához tartozott.

## Nevezetességek
- Vale Morilor nevű völgy és a hasonló nevű patak és forrása a Fekete-Körös völgyében.